# Héros à moitié
 (février 2023).
Héros à moitié est une série télévisée  d'animation française en 52 épisodes de 11 minutes créée par Chloé Sastre et Romain Gadiou et réalisée par Cédric Frémeaux. Produite par Cyber Group Studios, elle a été diffusée sur France 4 et Okoo à partir du 24 octobre 2022.

## Synopsis
Demi-frère et sœur, Mo et Sam découvrent qu'un sceptre magique leur confère des super-pouvoirs. Mais lorsqu'ils sont séparés, les pouvoirs ne fonctionnent qu'à moitié. Ce n'est qu'en se donnant la main qu'ils obtiennent le pouvoir en entier et dans leur quotidien, ils vont en avoir besoin.

## Doublage (voix)
- Thomas Sagols : Mo
- Fanny Bloc : Sam
- Adeline Chetail : Stella
- Emmanuel Curtil : M. Brick
- Benjamin Bollen : John-Cédric
- Yoann Sover : M. Tataillé
- Claire Baradat : Angèle
- Emmanuel Garijo : Rodolf
- Magali Rosenzweig, Cathy Cerda, Lionel Tua, Boris Rehlinger : voix additionnelles

Société de doublage : Piste rouge ; direction artistique : Anne Mathot.
 Source et légende : version française (VF) sur RS Doublage et générique de fin.

## Épisodes

### Saison 1 (2022-2023)
| Numéro | Titre français                   | Scénario                             | Storyboard                         |
| ------ | -------------------------------- | ------------------------------------ | ---------------------------------- |
| 1      | Entrez dans la danse             | Mike Yank                            | Hugo Cierzniak                     |
| 2      | Frère et Fils                    | Romain Gadiou et Chloé Sastre        | Benjamin Culot                     |
| 3      | Le Rêve de Riton                 | Julien Dinse                         | Léa Cousty                         |
| 4      | L'Acné de tous les dangers       | Hervé Benedetti et Nicolas Robin     | Cédric Frémeaux                    |
| 5      | Parle à mon dos                  | Julien Dinse                         | Clémentine Rochet                  |
| 6      | Mo a un incroyable talent        | Matthieu Chevalier                   | Guillaume Picard                   |
| 7      | Les Passe-murailles              | Romain Gadiou et Chloé Sastre        | Hugo Cierzniak                     |
| 8      | Futur flou                       | Léonie de Rudder                     | Clémentine Rochet                  |
| 9      | Et je coupe le son               | Léonie de Rudder et Pauline Pinson   | Alexandre Hesse                    |
| 10     | Filtre beau gosse                | Léonie de Rudder et Pauline Pinson   | Hugo Cierzniak                     |
| 11     | Rodolf Man                       | Julien Dinse                         | Clémentine Rochet                  |
| 12     | Clones à tout faire              | Pauline Pinson                       | Clémentine Rochet                  |
| 13     | Samomorphose                     | Léonie de Rudder                     | Frédéric Mintoff                   |
| 14     | On s'entend trop penser          | Fanny Courtillot                     | Clémentine Rochet                  |
| 15     | À sa place                       | Jordan Raux                          | Matthieu Pitschon-Lautric          |
| 16     | Brick 3000                       | Hervé Benedetti et Nicolas Robin     | Pierre Cerutti                     |
| 17     | La Suite après la pub            | Cédric Lachenaud et Marine Lachenaud | Mickaël Mérigot                    |
| 18     | Do you speak végétal ?           | Léonie de Rudder et Pauline Pinson   | Clémentine Rochet                  |
| 19     | Chouchou contre chouchou         | Vincent Detré et Vanessa Grunberg    | Louise Reynaud et Benjamin Culot   |
| 20     | Braquage avec les pieds          | Cédric Lachenaud et Marine Lachenaud | Marine Varguy                      |
| 21     | Ouvrez les vannes                | Hervé Benedetti et Nicolas Robin     | Guillaume Picard                   |
| 22     | Un problème de taille            | Fanny Courtillot                     | Hugo Cierzniak                     |
| 23     | Frankensam                       | Fanny Courtillot                     | Pierre Cerutti                     |
| 24     | La Guerre des trônes             | Hervé Benedetti et Nicolas Robin     | Matthieu Pitschon-Lautric          |
| 25     | Incalculables                    | Cédric Stephan                       | Hugo Cierzniak                     |
| 26     | Frère à moitié                   | Cédric Lachenaud et Marine Lachenaud | Clémentine Rochet                  |
| 27     | Dramédie mon amie                | Fanny Courtillot                     | Mickaël Mérigot                    |
| 28     | Le Mozart de la guitare          | Matthieu Chevalier                   | Alexis Gachet                      |
| 29     | Les Rois de la cantine           | Jordan Raux                          | Hugo Cierzniak                     |
| 30     | Le Pouvoir du cornichon          | Marine Lachenaud et Cédric Lachenaud | Victor Ianni et Guillaume Picard   |
| 31     | Le Zapping de l'ennui            | Cédric Stephan                       | Pierre Cerutti                     |
| 32     | Libres comme l'air               | Christian Lachenal                   | Frédéric Mintoff et Benjamin Culot |
| 33     | En plein dans le mille           | Léonie de Rudder                     | Frédéric Mintoff                   |
| 34     | Bibouchat                        | Cédric Stephan                       | Nina Degrendel                     |
| 35     | Mout Mout Quest                  | Marine Lachenaud et Cédric Lachenaud | Clémentine Rochet                  |
| 36     | Sam joue le temps                | Julien Dinse                         | Nam Son Nguyen                     |
| 37     | Pas touche à ma mèche            | Christian Lachenal                   | Matthieu Pitschon-Lautric          |
| 38     | Un futur trop brillant           | Matthieu Chevalier                   | Clémentine Rochet                  |
| 39     | Pouet Pouet                      | Jordan Raux                          | Victor Ianni                       |
| 40     | Qui a volé la tapette à mouche ? | Marine Lachenaud et Cédric Lachenaud | Jean-Louis Champault               |
| 41     | Mon ami Internet                 | Jordan Raux                          | Anthony Ferré                      |
| 42     | Goold old Mo                     | Fanny Courtillot                     | Pierre Cerruti                     |
| 43     | Un jour de colle                 | Fanny Courtillot et Julien Dinse     | Jean-Louis Champault               |
| 44     | Mo tout-Puissant                 | Marine Lachenaud et Cédric Lachenaud | Clémentine Rochet                  |
| 45     | Coup de mou                      | Christian Lachenal                   | Alexis Gachet                      |
| 46     | Bad bzzz                         | Léonie de Rudder et Pauline Pinson   | Alexis Gachet                      |
| 47     | Sam dans la toile                | Matthieu Chevalier                   | Nina Degrendel                     |
| 48     | Viiite                           | Julien Dinse                         | Mickaël Mérigot                    |
| 49     | Y a plus de saison               | Julien Dinse et Giulia Volli         | Mickaël Mérigot                    |
| 50     | Une chance sur deux              | Marine Lachenaud et Cédric Lachenaud | Sophia Daly                        |
| 51     | Tapettor le Magnifique 1/2       | Chloé Sastre et Romain Gadiou        | Guillaume Picard et Benjamin Culot |
| 52     | Tapettor le Magnifique 2/2       | Chloé Sastre et Romain Gadiou        | Guillaume Picard et Benjamin Culot |

## Production
Le lancement de la production de la série est annoncé en 2020 au Marché international du film d'animation d'Annecy par le directeur de Cyber Groupe Sudio, Pierre Sissmann, dans un format de 52 épisodes de 11 minutes ciblant les enfants de  6 à 10 ans.
Décrite par Tiphaine de Raguenel, directrice de département jeunesse de France Télévision, comme étant « la promesse d'une comédie renversante, Héros à moitié est la création originale ambitieuse que France Télévisions attendait sur le thème des relations entre demi-frère et demi-sœur sur un ton léger. Avec Mo et Sam, cette série invente un duo d'un nouveau genre mi-super-héros mi-frère et sœur. Deux enfants confrontés à leurs propres désirs et à leurs besoins de trouver ensemble des solutions. A la fin de chaque histoire, ils auront appris quelque chose sur eux-mêmes, ce qui les aidera à grandir. Héros à moitié sera sans aucun doute le prochain grand succès de Cyber Group Studios et nous sommes heureux de le proposer en exclusivité à notre public sur Okoo ».
Héros à moitié est basée sur une idée originale de Romain Gadiou et Chloé Sastre, co-scénaristes entre autres de la série d'animation Les Enquêtes de Mirette pour Cyber Group Studios. La bible visuelle a été réalisés par Yann de Preval pour les personnages et Anthony Vivien pour les décors.
« Pierre Sissmann a demandé à l'équipe créative de Cyber Group de trouver un univers unique et des histoires de super-héros », a déclaré Cédric Frémeaux. « Nous voulions parler des super-pouvoirs et des super-héros d'une manière humoristique », a ajouté Raphaelle Mathieu, vice-présidente exécutive de Cyber Group Studios. « En plus d'apporter du plaisir aux enfants et aux familles, la série  a une profondeur sous-jacente et des éléments qui sont vraiment forts. La série explique que dans la vie, il faut s'entendre et qu'il est important d'avoir une bonne relation avec les autres ».

## Diffusion
En France, la série a été diffusée sur France 4 et sur Okoo depuis le 24 octobre 2022.
En Angleterre sur CITV, en Italie sur K2, au Pays basque sur EITB ainsi que sur Disney Channel, Discovery Kids, Cartoon Network

## Distinctions
- Classé dans le Top 10 des projets les plus vus au MIP Junior 2020 (marché international des projections pour enfants et de la coproduction) à Cannes